# ジャン＝マルク・エロー
ジャン＝マルク・エロー（フランス語：Jean-Marc Ayrault、1950年1月25日 - ）は、フランスの政治家。社会党所属。フランソワ・オランド政権にて第20代フランス首相、第23代外務・国際開発大臣を務めた。1997年から首相就任まで、国民議会の社会党会派（2007年からは合同会派）の長も務めた。

## 人物

### 出生から政治家になるまで
1950年1月25日にメーヌ＝エ＝ロワール県モレヴリエの労働者の家庭に誕生する。地元の聖ジョセフ・カトリック中等学校で基礎教育を受け、ショレのリセ・コルベールに進学した後にナント大学でドイツ語を学んだ。1969年から1970年にかけての1学期（半年）をドイツのヴュルツブルク大学で過ごした。1971年にドイツ語学士の学位を得て卒業し、翌1972年に中等教育の教員適性証明を取得した。ルゼで教員に仮採用されている時期、ナント地域に留まった。1973年から1986年の国民議会選挙の間、エローはドイツ語教師として近郊のサン＝テルブランで働いた。

### 政治キャリア
青年期のエローは農村部の青年キリスト教会のメンバーであった。フランソワ・ミッテランがリーダーシップをとり、フランスの社会主義者が大同団結した1971年のエピネー大会に参加した。エローは、左派グループのひとつジャン・ポプランの党派と結びついた。1976年にロワール＝アトランティック県議会の議員に選出された、ついで1977年にナント市西郊のサン＝テルブランの市長に就任した。27歳というのは人口3万人以上のコミューンの首長としては最年少であった。1982年にエローは県議会を離れた。

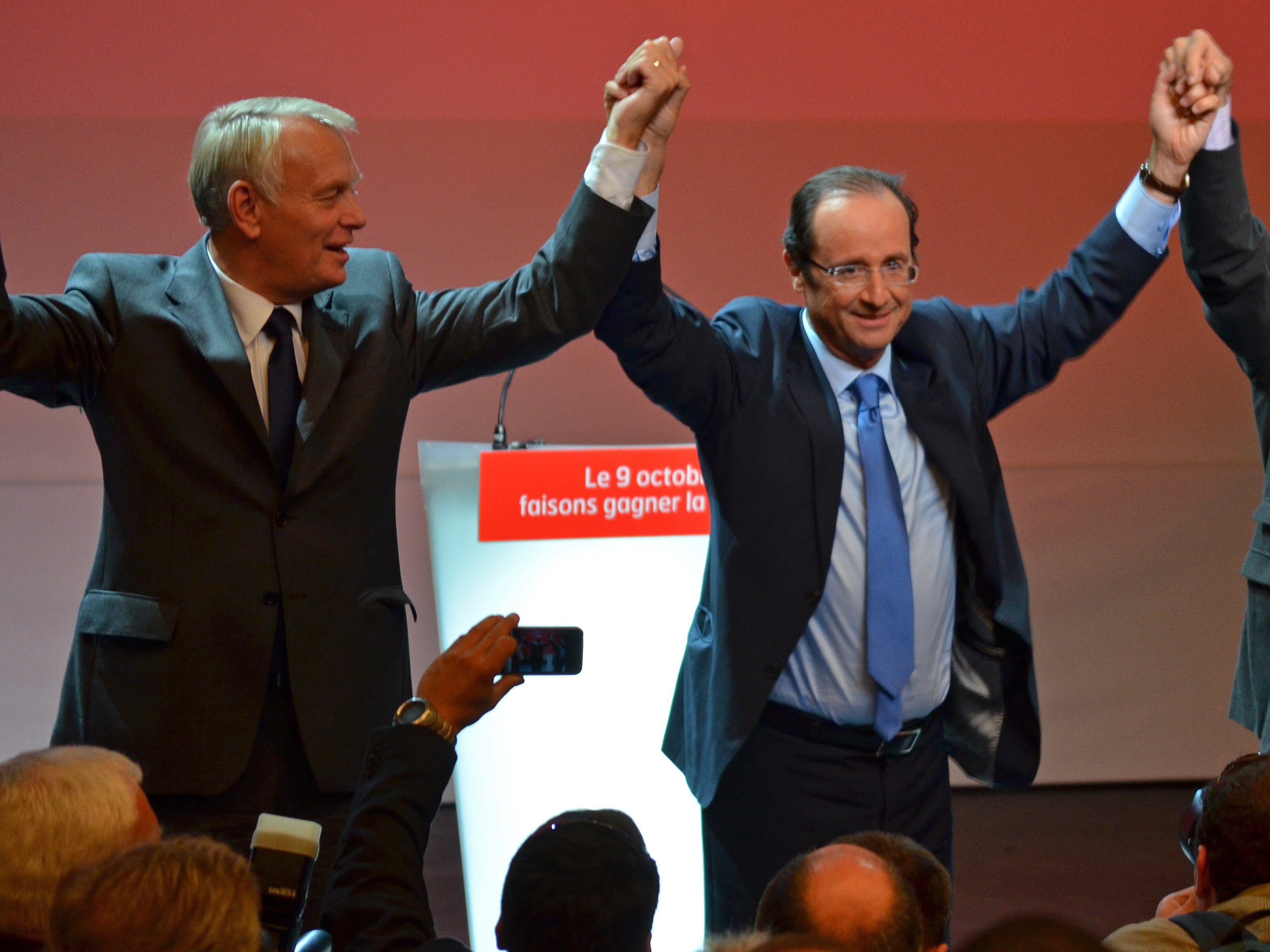
ナントの社会党党大会でオランドと手をつなぐエロー（2011年）

エローは社会党国民委員に就任の後、1981年に党の書記に就任した。1986年の国民議会総選挙にロワール＝アトランティック県選出の議員として初当選し、次の選挙でも再選した。1989年には共和国連合のミシェル・ショーティーが市長職を保持していたナント市長選挙に社会党候補として出馬し当選した。以後20年以上その職にある。1995年、2001年と2008年に再選した。エローが市長に就任した時のナントは地域経済が停滞していたが、1995年にクラシック音楽祭「ラ・フォル・ジュルネ」を開催し、芸術による町おこしに乗り出す。その結果、フランス国鉄の予算管理部門、フランス郵政公社の金融管理部門など法人がナントに事業所を設けるようになり、市の経済は好転した。一方で1997年に、ナント市の社会党支持者への利益供与の容疑で告発され、執行猶予付きの有罪判決を受けている。2002年からナント都市共同体の議長も務めた。
1997年フランス議会総選挙での左派連合 ("Majorité plurielle") の勝利の後、エローは政府閣僚に指名されなかった代わりに、リオネル・ジョスパン首相就任にともない発足した国民議会における社会党国民議会議員団の団長に任命された。

### 首相
エローは、大統領候補を選ぶ2011年の社会党党首選挙ではフランソワ・オランドを支援した。オランドは2012年フランス大統領選挙に当選し、2012年5月15日の政権発足に際し、エローを首相に指名した。オランドが大統領候補になるまでエローが熱心に支援をしており、オランドの重要な側近の一人であること、またエローはドイツ語教師をしていた経歴などから、フランス政界ではドイツ通として知られ、ヨーロッパ通貨危機を乗り越えるための、ドイツとの一層密な連携が期待できることなどが、首相指名の理由だと内外のメディアでは考えられている。
2014年3月の統一地方選挙で社会党は大敗し、これを受けてエローは3月31日に首相を辞任した。オランドは後任に、エロー内閣で内務大臣を務めたマニュエル・ヴァルスを任命した。

### 外務・国際開発大臣
エロー内閣で外務大臣を務めた元首相のローラン・ファビウスは、エローの首相辞任後もヴァルス内閣に留まったが、2016年2月11日に行われた第2次ヴァルス内閣の改造で退任した。この内閣改造で、後任としてエローが外務・国際開発大臣（ヴァルス内閣での正式名称）に就任し、以後オランド政権の退陣まで、ヴァルスおよび後任の首相ベルナール・カズヌーヴの下で大臣を務めた。

## 年譜

### 地方
- 1976年-1982年:ロワール＝アトランティック県議会議員
- 1977年3月14日-1989年3月20日:サン＝テルブラン市長
- 1989年5月20日- :ナント市長
  - 1995年(再選)
  - 2001年(再選)
  - 2008年(再選)
  - 2012年6月21日(ナント市長職を辞職)
- 2002年1月1日-：ナント都市共同体議長
  - 2012年6月21日(ナント都市共同体議長辞職)

### 国政
- 1986年-：国民議会議員
  - 1988年6月5日（初当選）
  - 1997年6月1日（再選）
  - 2002年6月12日（再選）
  - 2007年6月17日（任期は2012年まで）
- 1997年-：社会党国民議会議員団団長
- 2012年5月15日-：フランス共和国首相
- 2014年3月31日（辞職）
- 2016年2月11日 - フランス共和国外相

## アラビア語表記問題
ジャン＝マルク・エローが首相に指名されると、各国のマスメディアがこれを報道したが、アラビア語メディアは報道に困惑した。Ayrault のフランス語の正確な発音（/eʁo/）は、多くの国の口語アラビア語では男性器を意味する語に三人称単数形所有格の代名詞を付加されたもの（すなわち、「彼の男性器」）に聞こえるからである。これに対してフランスの外務・ヨーロッパ問題省は、/eʁo/の音写ではなく、発音しない最後の2文字（黙字）「lt」も綴りに加える「解決案」を示した。

## 著作
- ジャン＝マルク・エロー、安倍晋三、朴槿恵ほか『世界論』（土曜社、2014年1月）